# 張芯瑜
張芯瑜（1986年4月23日—），藝名小小瑜，台灣女藝人，畢業於國立台北商業大學。

## 經歷
張芯瑜出生於臺北市內湖區，求學時期為運動選手，在進演藝圈前，曾在全大運會上得到7面金牌、1面銀牌、4項破大會記錄，擁有救生員及游泳教練執照。在一次歌唱比賽中得到第1名後，隨即簽約至經紀公司及唱片公司，但在公司培訓的3年之中，並沒有發行個人專輯。
在嘗試了於橫店拍攝的《仙劍奇俠傳》中的小角色，及演唱《舞動奇蹟》片尾曲《When I have a dream》後，開始被電視劇的製片人注意到。
曾主持過3個電玩節目《亞洲電玩》、《電玩大聯盟》和《電玩快打》，也參與《歡樂驚奇屋》、《成名一瞬間之超級童盟會》兒童及歌唱比賽節目。及曾擔任土豆網《哈林哈時尚》的外景主持人，現在是TVBS歡樂台藍心湄主持的流行時尚節目《女人我最大》的固定來賓。
- 2003年2月14日在《舞动奇迹》原声带《When I have a Dream》当中担纲单曲演唱。

- 2004年2月至6月在横店拍摄古装奇幻剧《仙剑奇侠传》，剧中张芯瑜担任角色“丁香兰”。

- 2006年正式出道，主演了第一部偶像劇《星蘋果樂園》，飾演性格開朗勇敢，家境清寒對工作刻苦耐勞，但在感情上過於天真的農場少女角色「瑞瑞」。後期劇情瑞瑞因車禍損傷視神經變成盲人。在臺灣、馬來西亞、菲律賓、新加坡都有播映，在中國湖南衛視首播時，為該時段全中國收視率第1。該劇搭配主題曲《鬧鬧》跟片尾曲《雨季開始了》。

- 2006年11月17日發行首張个人专辑《小小瑜的鬧鬧》[2]，入圍了2007年香港TVB8金曲榜最佳新人與第5屆東南勁爆音樂榜的勁爆最佳新人，另外也登上台灣Hito流行音樂大獎的10大新人之一。

- 2008年4月11日發行個人EP专辑《加油吧！小小瑜》[3]，於主打歌《接吻魚》MV中，挑戰水上芭蕾。同年接演情感都市剧《微笑在我心》。

- 2010年除了拍攝《鍾無豔》及《夜市人生》外，在偶像軍教片《新兵日記》中飾演了福利社老闆娘女兒的張芯瑜。因擁有32E的傲人上圍，被網友封為「童顏系教主」，吸引不少男觀眾目光。穿著低胸服裝騎單車出場的畫面，更讓許多網友熱烈討論。

- 2012年首次挑戰大螢幕，拍攝國片《球來就打》，飾演高中棒球隊經理。

- 2013年成為《船井生醫》代言人。

- 2014年7月30日出演央八电视剧《神医大道公前传》[4]。

- 2015年3月20日開始飾演幸福學堂《我的完美愛情》女主角李思涵[5]。

- 2017年8月29日情人節 ，小小瑜在巴黎接受了男友的求婚，年底举办婚礼

## 電視劇
| 播出時間 | 播出頻道        | 劇名                 | 飾演   |
| -------- | --------------- | -------------------- | ------ |
| 2005年   | 中視            | 仙劍奇俠傳           | 香蘭   |
| 2006年   | 中視            | 星蘋果樂園           | 曹可瑞 |
| 2007年   | 台視 三立都會台 | 櫻野三加一           | 曾雯茴 |
| 2009年   | 湖南衛視        | 微笑在我心           | 杜允兒 |
| 2009年   | 華視            | 開封有個包青天       | 林立婷 |
| 2010年   | 台視 三立都會台 | 鍾無艷               | 知音   |
| 2010年   | 民視            | 夜市人生             | 江小燕 |
| 2010年   | 民視            | 新兵日記             | 葉曉燕 |
| 2013年   | 民視            | 風水世家             | 廖曉瑜 |
| 2014年   | 公視            | 白袍下的高跟鞋       | 李芳瑜 |
| 2014年   | 央視八套        | 神医大道公前传       | 袭月   |
| 2015年   | GOOD TV         | 幸福學堂我的完美愛情 | 李思涵 |
| 2015年   | 大愛            | 紅色倒數24           | 吳曉媛 |
| 2015年   | 大愛            | 美好心境界           | 陳盈潔 |

## 電影
| 上映時間      | 電影名稱  | 飾演         |
| ------------- | --------- | ------------ |
| 2012年8月31日 | 球來就打  | 小悠         |
| 2016年2月5日  | 大尾鱸鰻2 | 娜娜（青年） |

## 主持
| 頻道       | 節目                        | 備註       |
| ---------- | --------------------------- | ---------- |
| 台視       | 《亞洲電玩》                |            |
| 三立       | 《歡樂驚奇屋》              |            |
| 民視       | 《電玩大聯盟》2010年8月28日 |            |
| 民視       | 《成名一瞬間之超級童盟會》  |            |
| 土豆網     | 《哈林哈時尚》              | 外景主持人 |
| 緯來綜合台 | 《電玩快打》                |            |

## 綜藝節目
| 日期           | 頻道       | 節目                | 主題                                             |
| -------------- | ---------- | ------------------- | ------------------------------------------------ |
| 2006年         | 臺視       | 《廚藝大挑戰》      |                                                  |
| 2006年12月22日 | 華視       | 《天才衝衝衝》      |                                                  |
| 2011年2月26日  | 華視       | 《天才衝衝衝》      |                                                  |
| 2011年3月12日  | 華視       | 《天才衝衝衝》      |                                                  |
| 2011年6月20日  | 衛視中文台 | 《一袋女王》        | 想不到他們的戀情這麼熱鬧？！明星為愛瘋狂事件簿   |
| 2011年8月6日   | 華視       | 《天才衝衝衝》      |                                                  |
| 2011年8月13日  | 華視       | 《天才衝衝衝》      |                                                  |
| 2011年11月19日 | 華視       | 《天才衝衝衝》      |                                                  |
| 2011年12月17日 | 華視       | 《天才衝衝衝》      |                                                  |
| 2012年1月28日  | 華視       | 《天才衝衝衝》      |                                                  |
| 2014年11月6日  | 衛視中文台 | 《一袋女王》        | 又期待又怕受傷害?! 藝人韓國瘋狂行                |
| 2014年12月4日  | 衛視中文台 | 《一袋女王》        | 原來女人都在聊這些 姊妹淘聚會的爆料話題          |
| 2015年2月26日  | 超視       | 《2分之一強》       | 台灣好客又多禮 外國朋友傷腦筋?!                  |
| 2015年3月18日  | 超視       | 《2分之一強》       | 時間觀念差很大 中外各國吵翻天?!                  |
| 2015年5月2日   | 三立       | 《綜藝玩很大》      | 第40集 台灣 / 新竹篇（新竹縣） 命運好好玩。      |
| 2015年5月14日  | 超視       | 《2分之一強》       | 台灣K歌好誇張 型男殘酷歌唱大賽!!                 |
| 2015年5月21日  | 衛視中文台 | 《一袋女王》        | 藝人真的很假仙?! 女明星不為人知的包袱            |
| 2015年5月30日  | 華視       | 《天才衝衝衝》      |                                                  |
| 2015年6月14日  | 華視       | 《萬秀大勝利》      |                                                  |
| 2015年7月8日   | 衛視中文台 | 《一袋女王》        | 第三類空間的親密接觸 令人頭皮發麻的恐怖經歷!     |
| 2015年7月15日  | 超視       | 《2分之一強》       | 台灣鄰居好熱情!! 外國型男又驚又害怕?!            |
| 2015年8月4日   | 超視       | 《2分之一強》       | 男人總是沒神經!! 我的愛人是天兵?!                |
| 2015年8月18日  | 超視       | 《2分之一強》       | 親愛的! 你怎麼變了 我的另一半有大頭症?!          |
| 2015年9月1日   | 衛視中文台 | 《一袋女王》        | 好友就要瘋狂玩樂一起瞎拼 明星私藏團購美食大公開! |
| 2015年9月3日   | 三立       | 《愛玩客》          | 吳鳳 小小瑜 台北 不能不吃的任務 神秘深夜食堂     |
| 2015年9月9日   | 超視       | 《2分之一強》       | 小心!! 禍從口出!! 一句話惹惱外國人?!             |
| 2015年9月22日  | 超視       | 《2分之一強》       | 和男人相處就像在跳舞 有時前進 有時後退?!         |
| 2015年10月9日  | 超視       | 《2分之一強》遊戲王 |                                                  |
| 2015年10月20日 | 超視       | 《2分之一強》       | 懶散 健忘 好囉唆 初老男人毛病多?!                |
| 2015年10月26日 | 超視       | 《2分之一強》       | 男人老是在放空 女人火大想翻桌?!                  |
| 2015年10月31日 | 衛視中文台 | 《冠軍任務》        | 第127集 台中市 買房的人。                        |
| 2015年11月7日  | 衛視中文台 | 《冠軍任務》        | 第128集 新竹市東區 / 東門城篇 吃包子的人。       |
| 2015年11月14日 | 華視       | 《天才衝衝衝》      |                                                  |
| 2015年11月19日 | 衛視中文台 | 《一袋女王》        | 女明星在家變成惡魔?! 藝人姊妹爆料會              |
| 2015年11月19日 | 超視       | 《2分之一強》       | 外國人運動神經比較好?! 型男運動PK賽!!            |
| 2015年12月14日 | 衛視中文台 | 《一袋女王》        | 戒不掉的收集癖 明星收藏大公開!!                  |
| 2015年12月15日 | 超視       | 《2分之一強》       | 男人啊! 你的伴手禮老是讓我哭笑不得?!             |
| 2015年12月26日 | 三立       | 《綜藝玩很大》      | 第73集 台灣 / 台南篇 命運喜八樂。                |
| 2015年12月31日 | 超視       | 《2分之一強》       | 追求時甜言蜜語 交往後鬼話連篇?!                  |
| 2016年1月2 日  | 三立       | 《綜藝玩很大》      | 第74集 台灣 / 台南篇 命運喜八樂。                |
| 2016年2月29日  | 超視       | 《2分之一強》       | 男人鬼祟怪招多!! 交往諜對諜 女人好辛苦?!         |
| 2016年3月5日   | 華視       | 《天才衝衝衝》      |                                                  |
| 2016年3月8日   | 超視       | 《2分之一強》       | 台灣女人真命苦!! 放假也不能放輕鬆?!              |
| 2016年3月16日  | 超視       | 《2分之一強》       | 男人生性太節儉！女人日子很難過？                 |
| 2016年4月4日   | 超視       | 《2分之一強》       | 寶貝你家好奇妙! 兩個家庭影響愛情?!               |
| 2016年4月9日   | 緯來綜合台 | 《電玩快打》(0326)  |                                                  |
| 2016年4月25日  | 衛視中文台 | 《一袋女王》        | 神奇神奇真神奇 他們把小錢變大錢?!                |
| 2016年5月3日   | 超視       | 《2分之一強》       | 吵個架就離家出走! 親愛的! 這是哪招?!             |
| 2017年4月20日  | 中天娛樂台 | 《天天樂財神》      | 第九集                                           |

## 音樂作品

### 唱片(合輯)
- 2004年電視劇《舞動奇蹟》電視原聲帶When I Have A Dream
- 2009年《再愛一次Love Again》雙CD深情K歌全集雨季開始了
- 2011年《新兵日記大樂兵 CD+DVD》同一片天空、想念是你的臉

### 唱片(個人專輯)
- 2006年《小小瑜的鬧鬧》 CD+AVCD
- 2008年《加油吧！小小瑜》 CD+DVD
- 2012年在西門町星聚

### MV演出
- 2011年《新兵日記大樂兵電視原聲帶》同一片天空、想念是你的臉

## 電視小說寫真書
- 2006年《星蘋果樂園 電視小說》
- 2006年《星蘋果樂園 幸福寫真書》
- 2007年《櫻野3加1 電視小說》
- 2007年《櫻野3加1 寫真紀實》
- 2010年《新兵日記熱血手札》
- 2010年《鍾無艷超完美愛戀傳說》

## 廣告代言
- 7-11過年篇
- 統一肉骨茶麵
- KIWI奇異果
- 7-11草莓季
- 統一統欣生技Beauty Story美顏故事產品代言
- 2013年船井生醫倍熱 burner 超孅錠
- 2014年肯德雞

## 外部連結
- Xiao Xiao Yu 小小瑜張芯瑜的Facebook專頁
- 小小瑜張芯瑜的Instagram帳戶
- 小小瑜張芯瑜的新浪微博
- 張芯瑜在香港影庫上的簡介
- 張芯瑜在豆瓣上的资料（简体中文）
- 張芯瑜在时光网上的簡介（简体中文）